# دان كونواي
دان كونواي (1 مايو 1985 في المملكة المتحدة - ) (بالإنجليزية: Dan Conway)‏ هو لاعب كريكت بريطاني. لعب مع Herefordshire County Cricket Club ‏ وCumbria County Cricket Club ‏ ونادي الكريكت في جامعة أكسفورد ‏.

## وصلات خارجية
- دان كونواي على موقع إي آس بي آن كريك إنفو (الإنجليزية)